# الموحدون الدروز والمسيحية

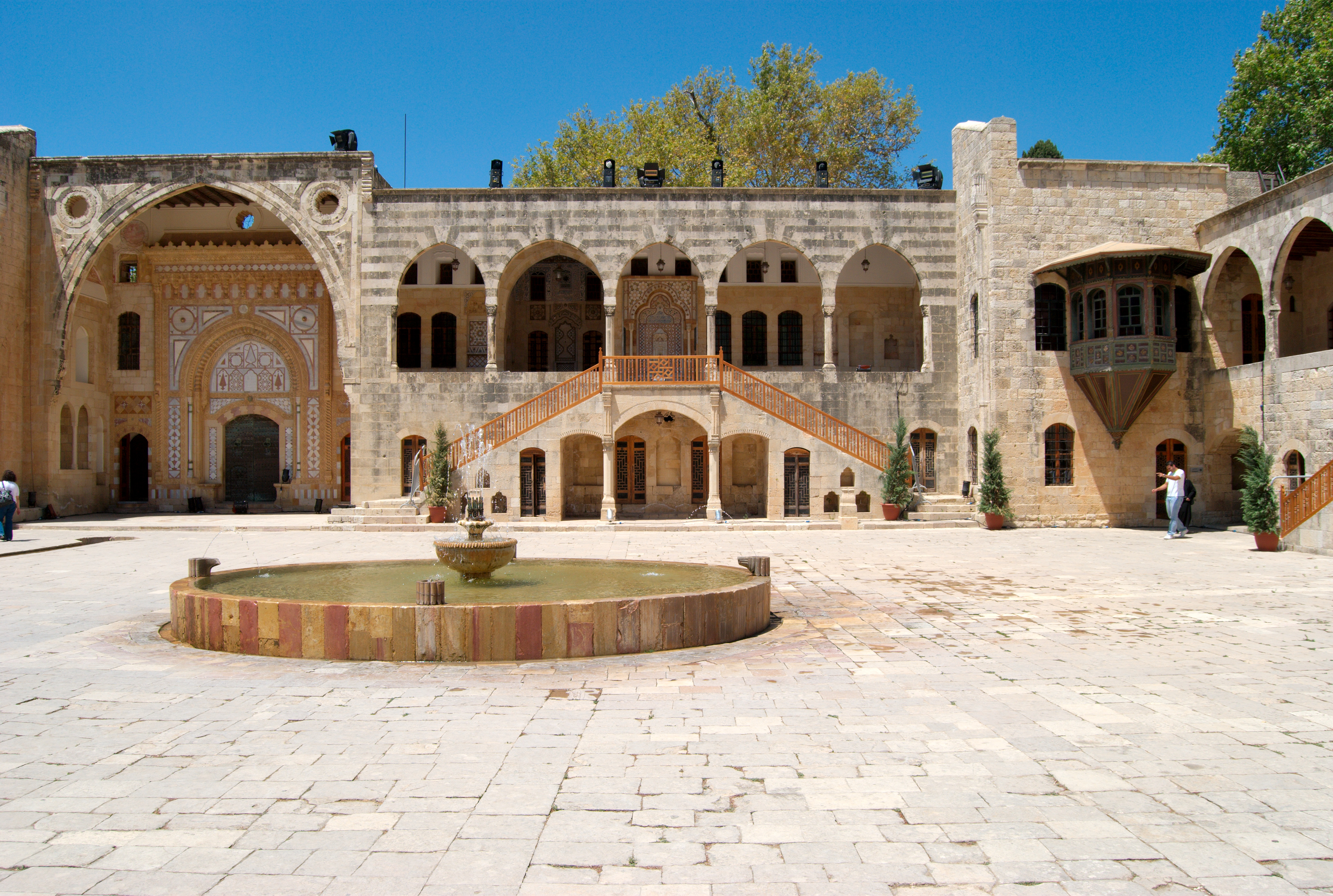
بيت الدين في قضاء الشوف؛ من عواصم إمارة جبل لبنان «إمارة التعايش الماروني- الدرزي»: يتعايش المسيحيين والموحدون الدروز في العديد من بلدات بلاد الشام.

العلاقة بين الموحدون الدروز والمسيحية اتسمت بالطيبة والودّ من الناحية التاريخيَّة، وكان يسود التعايش بين الطائفتين على الغالب باستثناء بعض الفترات منها الفتنة الطائفية الكبرى لعام 1860. وقد اختلط وتقارب أبناء الطوائف المسيحية مع الموحدين الدروز ممّا أدّى لوجود قرى وبلدات مختلطة بين المسيحيين والدروز في جبل الدروز وجبل لبنان ومنطقة الجليل وجبل الكرمل، كما اعتنق عدد من الموحدين الدروز الديانة المسيحية وكان أبرزهم بعض آمراء آل شهاب، وعشيرة أبي اللّمع النافذة.
على صعيد المقارنة الدينيّة لا تؤمن الطوائف المسيحية بالتناسخ، وذلك على خلاف معتقدات الدروز، كما أن المسيحيّة ديانة تبشيرّية وذلك على خلاف الدروز حيث أغلقوا باب اعتناق المذهب. في حين أن أوجه التشابه تتمثل في وجهة النظر الدروز والمسيحيين للزواج والإيمان بوحدانية الله. ويعتبر يسوع أو عيسى بن مريم الشخصية المركزية في الديانة المسيحية، ومن الأنبياء السبعة الذين ظهروا في فترات مختلفة من التاريخ حسب معتقدات المذهب الدرزي.

## المقارنة الدينية

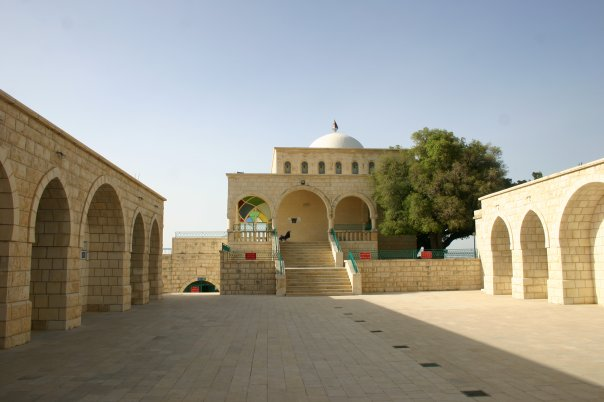
مقام النبي أيوب في قضاء الشوف: وهو من الأنبياء المشتركين في المعتقد المسيحي والدُرزي.

المسيحية هي ديانة إبراهيمية، وتوحيدية، متمحورة في تعاليمها حول الكتاب المقدس، وبشكل خاص يسوع، الذي هو في العقيدة متمم النبؤات المنتظر، وابن الله المتجسد؛ الذي قدّم في العهد الجديد ذروة التعاليم الروحيّة والاجتماعية والأخلاقية، وأيّد أقواله بمعجزاته؛ وكان مخلّص العالم بموته وقيامته، والوسيط الوحيد بين الله والبشر؛ وينتظر معظم المسيحيين مجيئه الثاني، الذي يختم بقيامة الموتى، حيث يثيب الله الأبرار والصالحين بملكوت أبدي سعيد. والموحدون الدروز هم فرقة باطنية منشقة عن الطائفة الإسماعيلية، وهم يُنسبون إلى محمد بن إسماعيل الدرزي، أحد دعاة الخليفة الفاطمي، الحاكم بأمر الله. وهم يؤمنون بالتوحيد، فالله واحد أحد لا بداية له ولا نهاية، وبأن الدنيا تكونت بقوله «كوني» فكانت، وبأن الأعمار مقدّرة، وهم يكرمون الأنبياء المذكورين في الكتب المنزلة. وأبرز ما يختلف به الدروز عن سائر الفرق الإسلامية، اعتقادهم بالتناسخ، أي أن الأرواح البشرية تتناسخ أو تتقمص، أي تنتقل عند الوفاة من إنسان لإنسان مثله. كما ولا تتبع العقيدة الدرزية أركان الإسلام الخمسة، مثل الصيام في شهر رمضان، والحج إلى مكة. ويحرص الدروز على الفضائل ويقدمونها على بعض الفروض الدينيّة. ويعتبر بعض رجال الدين الدروز أنفسهم من المسلمين، إلا أن علماء السنّة والشيعة كان لهم نظرات أخرى لهذا الادعاء، حيث قبله البعض ورفضه البعض الآخر. بالمقابل يعد بعض الباحثين مذهب التوحيد الدرزي ديانة إبراهيمية وتوحيدية مُستقلة مُنشقة من الإسلام. وعلى الرغم من أن العقيدة الدرزيَّة تطورت في الأصل من المذهب الإسماعيلي، فإن الدروز لا يُعتبرون مُسلمين.
على صعيد المقارنة الدينيّة لا تؤمن الطوائف المسيحية بالتناسخ، أي أن الأرواح البشرية تتناسخ أو تتقمص، وذلك على خلاف معتقدات الدروز كما أن المسيحيّة ديانة تبشيرّية وذلك على خلاف الدروز حيث أغلقوا باب اعتناق المذهب. في حين أن أوجه التشابه تتمثل في وجهة النظر الدروز والمسيحيين للزواج، في المذهب الدرزي لا يتزوجون إلا بواحدة وإذا طلّق أحدهم امرأته فلا يجوز له ردها، وفي المسيحية لا يعتبر تعدد الزوجات شكلاً من أشكال الزواج المقبولة داخل المسيحية، ففي العهد الجديد دعى يسوع إلى وحدانية الزواج، وترفض اليوم معظم الطوائف المسيحية تعدد الزوجات كما تنظر المبادئ المسيحية للزواج على أنه علاقة أبدية. لذلك من الصعب الحصول على الطلاق نظرًا لكون الزواج عقدًا غير منحل، فقد فيّد القانون الكنسي حق الطلاق بعدة قيود لكن لم يصل إلى إلغائه، وظهرت أوضاع أخرى من التسهيلات كفسخ الزواج أو الهجر.
وتتضمن عقيدة الموحدين الدروز بعض العناصر المسيحية، أما النظرة الدرزية ليسوع أو عيسى بن مريم كما يَقُول القرآن، فهي تتفق مع المسيحية بكونه المسيح وبصحة الميلاد العذري، واجتراح عجائب وآيات، والعودة في آخر الزمان، وتعتبره نبيًا بيد أنها تنفي الصلب، وأنه إله أو ابن إله، والدور الكفاري، والبعد الماورائي، ويعتبر يسوع أو عيسى بن مريم من الأنبياء السبعة الذين ظهروا في فترات مختلفة من التاريخ حسب معتقدات المذهب الدرزي. ويذكر الكتاب المقدس النبي شعيب وهو النبي الرئيسي في مذهب التوحيد، أنه بعث لأهالي قوم مدين وصاهر النبي موسى. ويعتبر القديس المسيحي جرجس أو إيليا أو كما يسمى عند الدروز بالخُضر، شخصية مقدسة ومبجلة في العديد من الطوائف المسيحية ومذهب التوحيد الدرزي.

## تاريخ

### الأسرة المعنية والشهابية

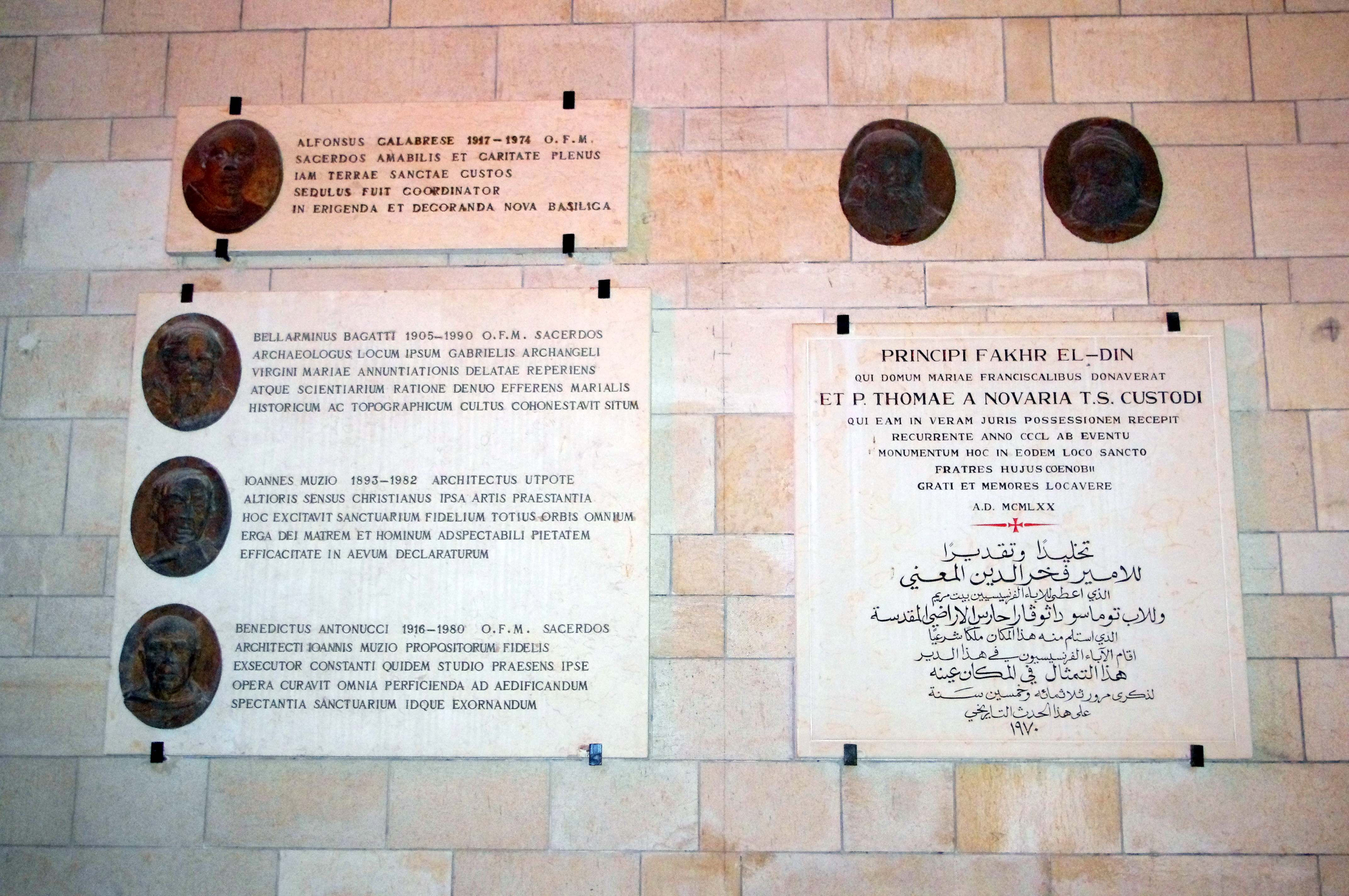
نصب تقدير لأمير الدروز فخر الدين المعني الثاني في بازيليكا البشارة؛ بسبب منحه الرهبان الفرنسيسكان حق إعادة بناء الكنيسة.

إختلط أتباع الطوائف المسيحية والدروز وكان من نتيجة هذا التقارب والتجاور وجود قرى وبلدات مختلطة بين المسيحيين والدروز في جبل الدروز وجبل لبنان ومنطقة الجليل كما اعتنق عدد من الدروز الديانة المسيحية، منهم اعتناق المسيحية على مذهب الكنيسة المارونية من قبل بعض آمراء آل شهاب. وأنشأ فخر الدين المعني الثاني تعايشاً دقيقاً بين الموارنة في كسروان ودروز جبال الشوف. وساهم أمير الدروز فخر الدين المعني الثاني، عن غير وعي بأفول نجم الدروز. فبسبب الحملات العثمانية لتأديبهم، تضاءل عددهم حتى اضطروا، بمباركة فخر الدين، إلى السماح أو حتى التشجيع على هجرة المسيحيين، أو الموارنة منهم، من جبل لبنان الشمالي نحو جبل الدروز. ومع مرور الزمن، أصبح الوافدون المسيحيون أكثر عدداً من أصحاب الأرض، وقد عمل المسيحيين في الإمارة الدرزية في مهن مثل النجارة والحدادة والصياغة والصناعات الخفيفة. وبسبب ظروف سياسية وتاريخية أخرى استطاع المسيحيون الإمساك بزمام السلطة.
في عهد بشير الثاني الشهابي اعتنق البعض من الشهابيين الدروز المسيحية ديناً، وكان من بينهم أبناء الأمير بشير وبشير نفسه بحسب الظاهر، ومما هو متوافق عليه من أسباب تحولهم، هو التأثير الذي خضعوا له من قبل مربيهم ومستشاريهم المسيحيين منذ طفولتهم، وعيشهم في جبل لبنان ذي الأغلبية المسيحية المارونية والدرزية، فشكلت كل هذه العناصر بروداً لعلاقتهم مع دين آبائهم وأجدادهم أي الإسلام. يُقال أن الأمير علي الشهابي، كان أول من اعتنق المسيحية سرّا وذلك في عهد الأمير يوسف، وفي هذه الرواية المزعومة، كان الأمير قد أحب امرأة درزية وبادلته الحب، لكنها خافت أن يستخدم حقه الشرعي ويتزوج عليها في المستقبل إن دخل علاقتهما أي ملل، من هنا توجهت نحو الدين الذي يؤمن لها مرادها، وبواسطة بطريرك ماروني موهوب، نجحت في تحويل زوجها إلى المسيحية. ويقول بعض المؤرخين أن بشير الثاني اعتنق المسيحية سرّا واستمر بتأدية الفرائض الإسلامية، كأن يُصلي في المسجد يوم الجمعة، ويصوم شهر رمضان علنا، ولكنه كان أيضا يقيم في قصره قدّاسا يوميّا يخدم فيه راهب كاثوليكي، تحت ستار مفاده أن زوجته الشركسية اعتنقت الدين المسيحي. ويقول بعض الرحالة، مثل لامارتين الذي زار لبنان سنة 1832، أن دين الأمير كان في واقع الأمر لغزاً محيراً، حيث لم يستطع أحد إثبات شيء عليه.

### الحرب الأهلية 1860

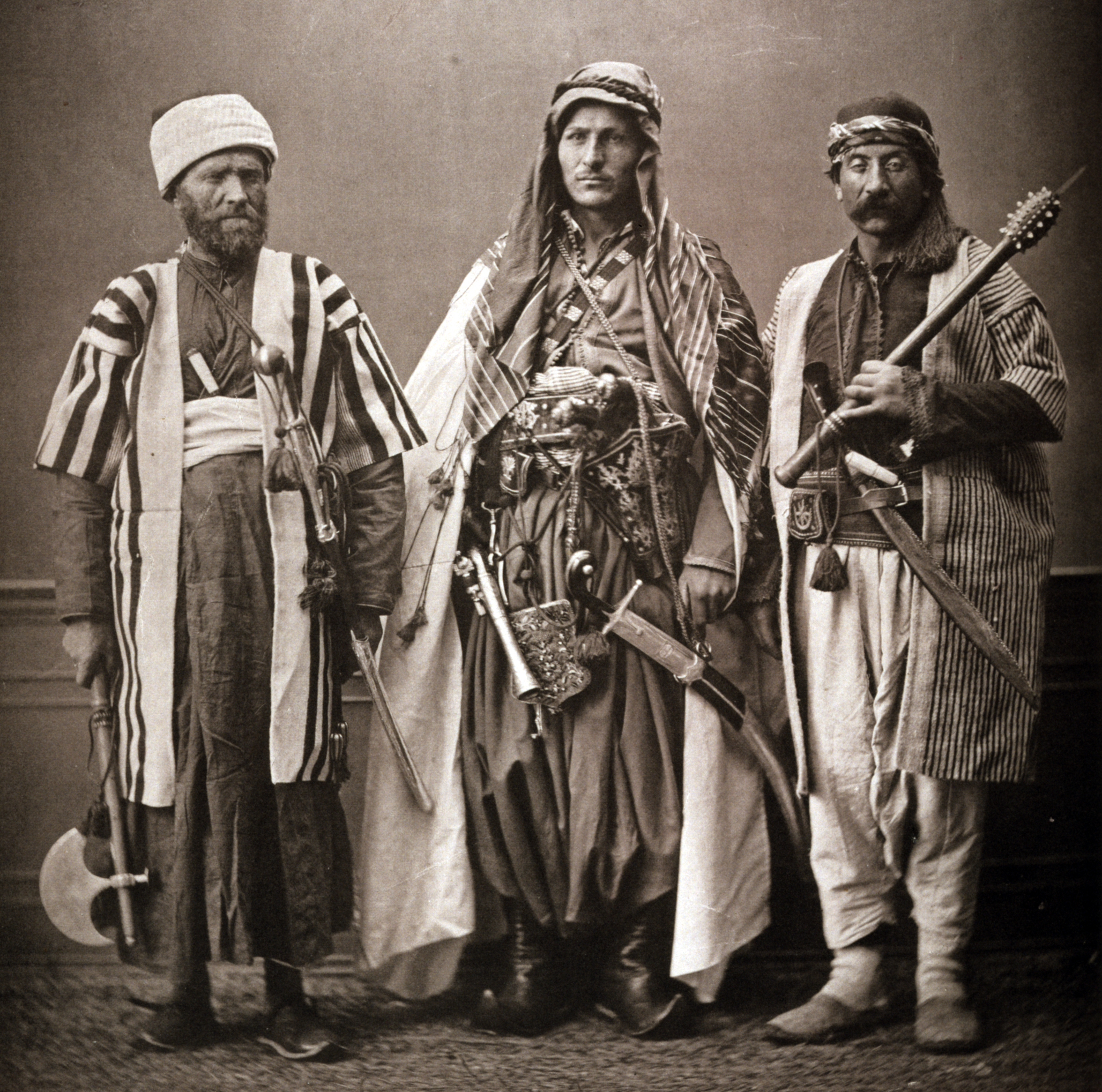
رجال مسيحيين إلى جانب رجل درزي من جبل لبنان في عام 1873.

تعايش كل من الموارنة والموحدون الدروز على مدار قرون، وشجعت الأمارة المعنية الإمارة الشهابية على انتشار الأديرة والكنائس وشجعت دخول الإرساليات التبشيرية، ولعبت هذه الأديرة والكنائس والمدارس التابعة لها في نشر النهضة الثقافية والتعليم في منطقة جبل لبنان وايضاً في مساعدة المحتاجين خلال المجاعات والحروب. تاريخيًا كانت العلاقات بين المسيحيين والدروز وديّة؛ بإستثناء بعض الفترات كالفتنة الطائفية الكبرى لعام 1860 وما نجم عنها من مذابح في جبل لبنان ودمشق وسهل البقاع وجبل عامل بين المسلمين والمسيحيين عمومًا، والدروز والموارنة خصوصًا. دخل الدروز وجيرانهم الموارنة المسيحيون، الذين عاشوا كمجتمعات دينية وإرتبطوا بعلاقات ودية، فترة من الاضطرابات الاجتماعية في عام 1840، والتي بلغت ذروتها في الحرب الأهلية عام 1860. وبدأ الصراع بعد سلسلة من الاضطرابات توجت بثورة الفلاحين الموارنة على الإقطاعيين وملاك الأراضي من الدروز. وسرعان ما امتد إلى جنوب البلاد حيث تغير طابع النزاع، فبادر الدروز بالهجوم على الموارنة. بلغ عدد القتلى من المسيحيين حوالي 20,000 كما دمرت أكثر من 380 قرية مسيحية و560 كنيسة. وبالمثل تكبد الدروز والمسلمون خسائر كبيرة كذلك. امتدت الأحداث إلى دمشق وزحلة وجبل عامل وغيرها من المناطق. جاءت هذه الفتنة مرحلة ثالثة بعد اشتباكات طائفية أقل حدة حصلت عامي 1840 و1845 بين الموارنة والدروز أيضًا.
بعد تحول سلالة شهاب إلى من الإسلام إلى المسيحية، تعرض المجتمع الدرزي والقادة الإقطاعيين لهجوم من النظام بالتعاون مع الكنيسة المارونية، وفقد الدروز معظم سلطاتهم السياسية والإقطاعية. كما شكل الدروز تحالفًا مع بريطانيا وسمحوا للمبشرين البروتستانت بدخول جبل لبنان، مما تسبب في توتر بينهم وبين الموارنة الكاثوليك.
كان الصراع الدرزي الماروني بين عام 1840 وعام 1860 ثمرة لحركة الاستقلال المسيحي الماروني، الموجهة ضد الدروز والإقطاعيين الدروز والأتراك العثمانيين. وبالتالي، لم تكن الحرب الأهلية حربًا دينية، إلا في دمشق، حيث انتشرت بين السكان غير الدروز مشاعر معادية للمسيحية على نطاق واسع. توجت الحركة بمذبحة بين عام 1859 وعام 1860
ضد المسيحيين وهزيمة المسيحيين على يد الدروز. قتل في الحرب الأهلية في عام 1860 حوالي عشرة آلاف مسيحي في دمشق وزحلة ودير القمر وحاصبيا وغيرها من مدن لبنان. وتسببت الحرب الأهلية التي اندلعت في جبل لبنان عام 1860 بين الموحدون الدروز والمسيحيين والتدخل العسكري الفرنسي الناتج عن نزوح كبير آخر للدروز إلى جبل حوران. ومع مجازر 1860 إلى دمشق، حيث تم ذبح الآلاف من المسيحيين، هاجر العديد من المسيحيين في المنطقة. ولم يخفف من شر الفتنة إلا مروءة ذوي النفوس الشريفة، فقد دافع بنو تلحوق الدروز عن الرهبان وآووهم في بيوتهم، وظل بعض النصارى في حمى مشايخ الدروز في أمان من أيّ أذى يصيبهم، وفي دمشق حمى الأمير عبد القادر الجزائري المسيحيين فآواهم في بيته وفي القلعة، واستغل ما كان له من نفوذ في بيروت لحمايتهم كذلك الأمر. وفي بيروت أيضًا فتح رجال الدين المسلمون وعدد من وجهاء المدينة بيوتهم للمنكوبين من الموارنة، وكذلك فعل زعماء الشيعة في جبل عامل.

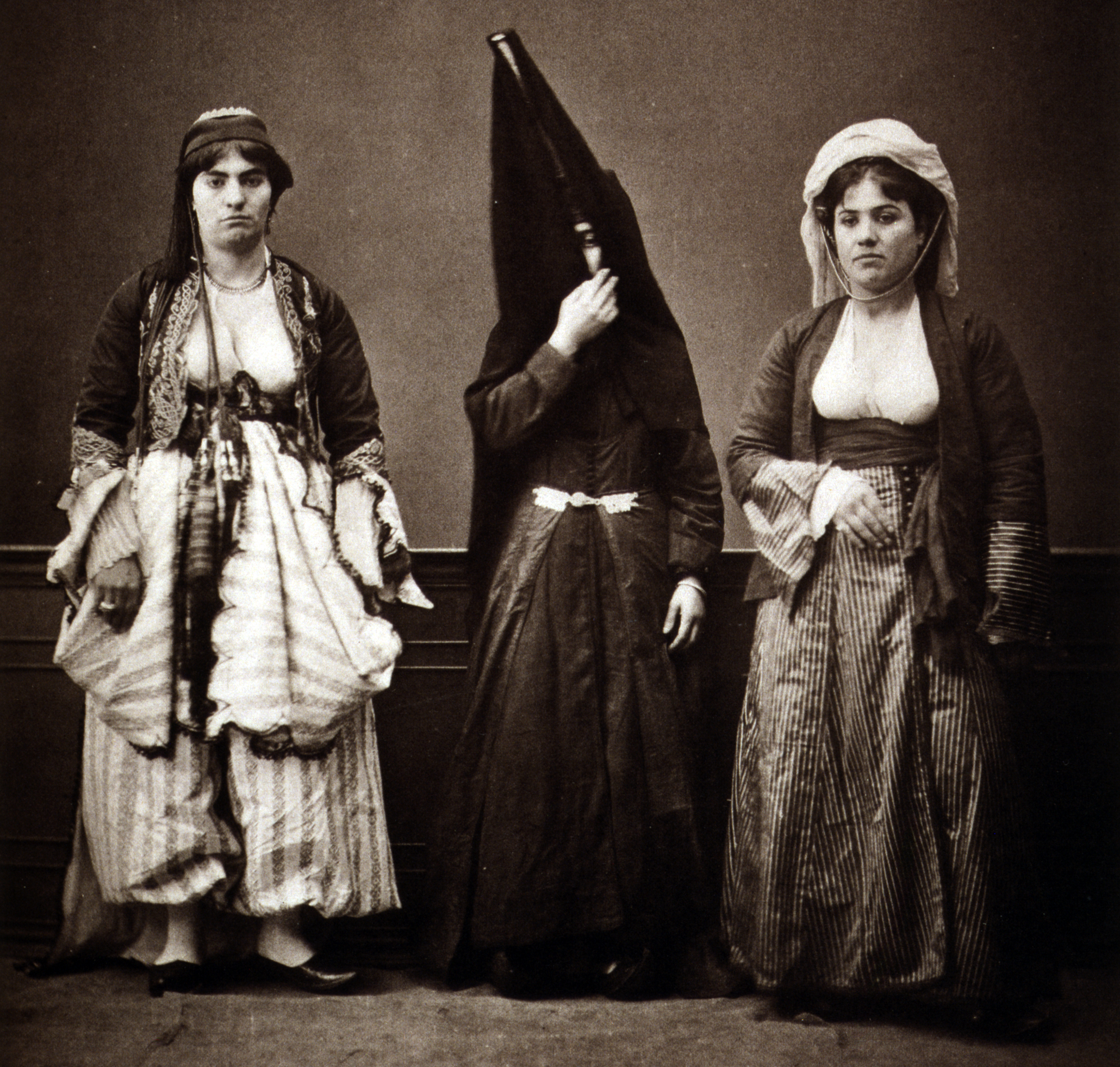
سيدات مسيحيات إلى جانب سيدة درزية من جبل لبنان في عام 1873.

بعد ذلك، صممت القوى الأوروبية على التدخل، وأذنت بالهبوط في بيروت لجثة من القوات الفرنسية تحت قيادة الجنرال شارلز دي بوفورت، الذي لا يزال من الممكن رؤية كتابته على الصخرة التاريخية عند مصب نهر الكلب. لم يساعد التدخل الفرنسي نيابة عن الموارنة الحركة القومية المارونية، حيث كانت فرنسا مقيدة في عام 1860 من قبل بريطانيا، التي لم تكن تريد القضاء على الدولة العثمانية. لكن التدخل الأوروبي ضغط على الأتراك لمعالجة قضايا الموارنة بطريقة أكثر عدلاً. وفقًا لتوصيات السلطات، منح الباب العالي العثماني لبنان استقلالاً محلياً، مكفولاً بموجب الصلاحيات، وفي ظل حاكم مسيحي. تم الحفاظ على هذا الحكم الذاتي حتى الحرب العالمية الأولى. وتم تقاسم السلطة في مرحلة مابعد العام 1860 وصيغة الحكم المحلّي أعقبا النزاع الذي وضع الدروز في مواجهة الموارنة، وهما الطائفتان الرئيستان في منطقة جبل لبنان التي تمتّعت بحكم شبه ذاتي.
أنشأت متصرفية جبل لبنان في عهد التنظيمات الإدارية التي بدأها السلطان عبد المجيد الأول في محاولة لانتشال الدولة العثمانية مما كانت تتخبط فيه من المشاكل الداخلية، وقد أٌقرّ بعد الفتنة الطائفية الكبرى لعام 1860 وما نجم عنها من مذابح مؤلمة في جبل لبنان ودمشق وسهل البقاع وجبل عامل بين المسلمين والمسيحيين عمومًا، والدروز والموارنة خصوصًا؛ تلك الفتنة التي استغلتها الدول الأوروبية كي تضغط على السلطان بشكل يحقق مصالحها الاقتصادية والأيديولوجية في الشرق العربي. شكّل المسيحيون أغلبية سكّان متصرفية جبل لبنان، وأغلب هؤلاء كان يتبع الملّة السريانية المارونية، وقد تمركز الموارنة منذ أن استوطنوا جبل لبنان في شماله، وفي عهد المتصرفية كان الموارنة ينتشرون في شمالها، أي في أقضية كسروان والبترون والكورة وزحلة وفي دائرة دير القمر، وما زالت هذه المناطق حتى اليوم تقطنها أغلبية مارونية. أما في باقي الأقضية، فقد اختلط الموارنة مع الطوائف المسيحية الأخرى ومع الدروز، الذين شكلوا ثاني أكبر طائفة في الجبل، وأغلبية سكان قضائيّ الشوف والمتن. كذلك كان هناك وجود ملحوظ للروم الأرثوذكس في كلا القسمين من الجبل، أما الشيعة والسنّة فكان وجودهما، وما زال، قليل جدًا. وتشكل النظام الحاكم والاجتماعي في متصرفية جبل لبنان من الثنائية المارونية - الدرزية، وسمح الاستقرار الأمني والتعايش الدرزي-الماروني في المتصرفية بتطور الاقتصاد ونظام الحكم. وقد أقامت البعثات التبشيرية البريطانية عدداً من المدارس للدروز في لبنان منذ بداية القرن الثامن عشر.

### العصور الحديثة

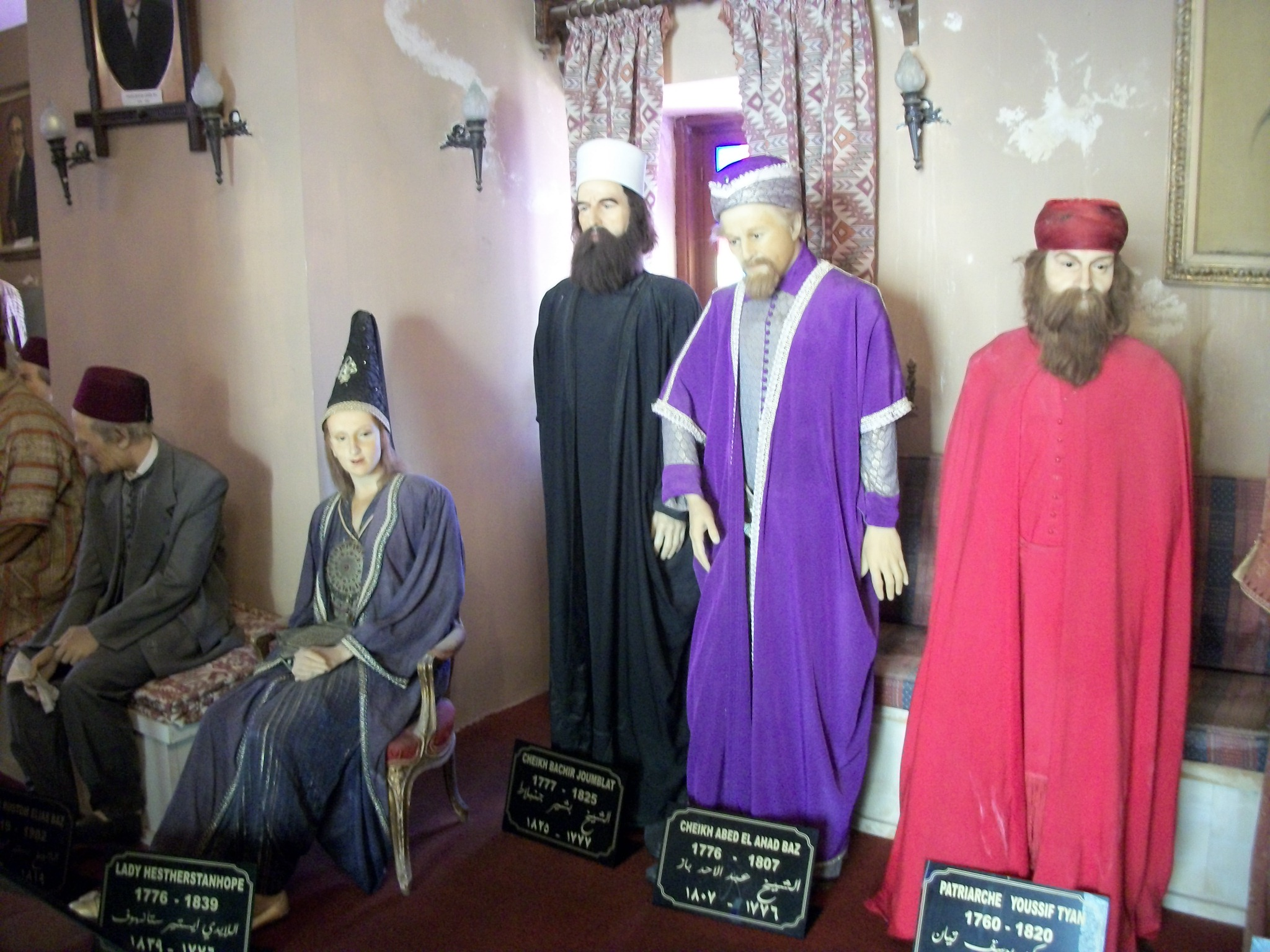
يضم متحف ماري باز تماثيل لشخصيات درزية ومسيحية بارزة في التاريخ اللبناني.

كان الموارنة ينتمون إلى الطبقة الحاكمة في لبنان وتقاسموا السلطة مع الدروز في البداية، ولعبت الطائفة المارونيّة والدرزية دوراً مهماً في تشكيل دولة لبنان الحديثة، ولا تزال تلعب دوراً مهماً في المشهد السياسي اللبناني. قبل وأثناء الحرب الأهلية اللبنانية (1975-1990)، كان الدروز يؤيدون الوحدة العربية والمقاومة الفلسطينية التي تمثلها منظمة التحرير الفلسطينية. أيد معظم المجتمع الدرزي الحزب التقدمي الاشتراكي الذي شكله زعيمهم كمال جنبلاط وقاتلوا إلى جانب أحزاب يسارية وفلسطينية أخرى ضد الجبهة اللبنانية التي كانت تتكون أساسًا من المسيحيين. لاحقاً لعب نصر الله بطرس صفير دوراً بارزاً في المصالحة المارونية / الدرزية في الجبل والتي كرسها بزيارته التاريخية بعام 2001، حيث قام بطريرك الموارنة نصر الله بطرس صفير بجولة في منطقة الشوف ذات الأغلبية الدرزية في جبل لبنان وقام بزيارة قرية مُختارة، معقل أجداد زعيم الدروز وليد جنبلاط. وكان الإستقبال الذي تلقاه البطريرك صفير لا يعني فقط مصالحة تاريخية بين الموارنة والموحدون الدروز، الذين خاضوا حرباً دموية في عام 1983 وعام 1984، لكنه أكد على حقيقة أن لواء السيادة اللبنانية كان له جاذبية واسعة متعددة الطوائف بالنسبة لثورة الأرز في عام 2005. تاريخيًا كانت العلاقات بين المسيحيين والدروز في لبنان وديّة وكان يسود هذا التعايش بين الطائفتين على الغالب الاستقرار بدون تعد، ومن مظاهر التعايش تردد العديد من الموحدون الدروز على المقامات المسيحية المقدسة مثل مقام مار شربل وسيدة حريصا.

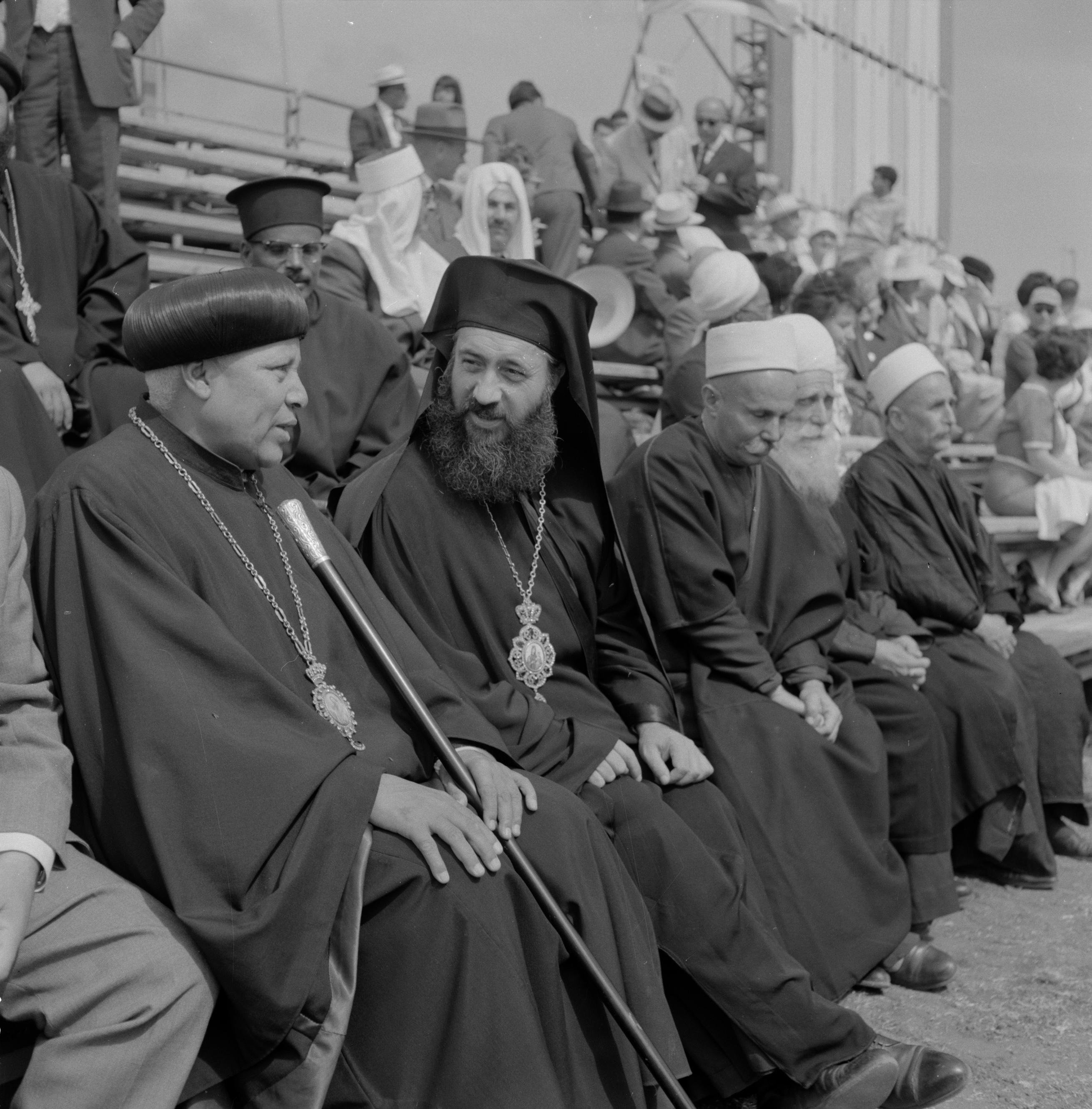
رجال دين مسيحيين وموحدين دروز في إسرائيل عام 1962.

في عام 1948 جمع الحكام العسكريين الإسرائيليين المواطنين المسيحيين في مراكز بعض القرى في منطقة الجليل، من أجل ترحيلهم من البلاد، فقام زعماء القرية الدروز، وأصرّوا على إبقاء جميع المواطنين المسيحيين في بيوتهم، واستعملوا كل نفوذهم وقدراتهم، من أجل أن يظل المواطنون المسيحيون في بيوتهم. بشكل عام كانت العلاقات بين المسيحيين والدروز في المجتمع العربي الإسرائيلي جيدة وهناك تعايش سلمي، على الرغم من حدوث خلافات طائفية نادرة وإستثنائية في السنوات الأخيرة. أولها كانت بين المسيحيين والدروز في كفرياسيف سنة 1981 على خلفية شجار عام لكرة القدم بين فريقي كفرياسيف وجولس الدرزية، أدى ذلك إلى الهجوم على بيوت ومصالح وممتلكات المسيحيين في كفرياسيف. وتلاها أحداث قرية المغار الطائفيَّة في عام 2005 على خلفية اشاعات اتهمت أحد الشبان المسيحيين بنشر صور لفتيات درزيات عاريات مما أدى إلى اعتداء على كنيسة القرية وعلى ممتلكات المسيحيين؛ وتبين لاحقاً أن من نشر الصور شاب درزي، حيث وفقاً لمحللين يواجه العديد من الناس صعوبات اقتصادية في بلدة المغار، وقد تكون التوترات الطائفيَّة ناتجة عن العداء بين السكان المسيحيين الأكثر ثراء والدروز الأفقر. كما ويشكو القادة الدروز من أنه على الرغم من أن أبنائهم يخدمون في الجيش وفي قوات الشرطة، فإن الحكومة لا تكافئ المجتمع الدرزي، بينما يحصل الشباب المسيحي في الوقت نفسه على تعليم عالٍ ويحصلون على وظائف أفضل. وشهدت شفاعمرو سنة 2009 اعتداءات وتحطيم وحرق سيارات خاصة ومنازل ومحال تجارية تعود ملكيتها لمسيحيين من قبل بعض الدروز وذلك على خلفية نشر مجهول صورًا على شبكة الإنترنت أساءت إلى الزعيم الروحي السابق للطائفة الدرزية أمين طريف.
أعلن عن دولة جبل الدروز من قبل الانتداب الفرنسي على سوريا في الفترة من عام 1921 وحتى عام 1936، وكان يحكمها الموحدون الدروز تحت الرقابة الفرنسية حيث بلغت نسبتهم حوالي 84.8%، وضمت الدولة على أقلية مسيحية ملحوظة بلغت نسبتها بين عام 1921 وعام 1922 حوالي 13.8%. تتسم العلاقات بين الدروز والمسيحيين في سوريا بالود، ويتركز الموحدون الدروز السوريون في محافظة السويداء، حيث يُشكل الموحدون الدروز الأغلبية السكانيَّة في محافظة السويداء. وتضم المنطقة على عدد كبير من السكان المسيحيين، خلال الحرب الأهلية السورية عانى كل من المجتمع المسيحي والدرزي السوري من عمليات التطهير والتهجير من قبل تنظيم الدولة الإسلامية أو ما يعرف بداعش، ومن أبرز الأحداث التي تعرضوا لها كانت مجزرة قلب لوزة ومجزرة عدرا. عموماً إتخذ كل من المسيحيين والدروز في سوريا البقاء على الحياد في الحرب الأهلية السورية.

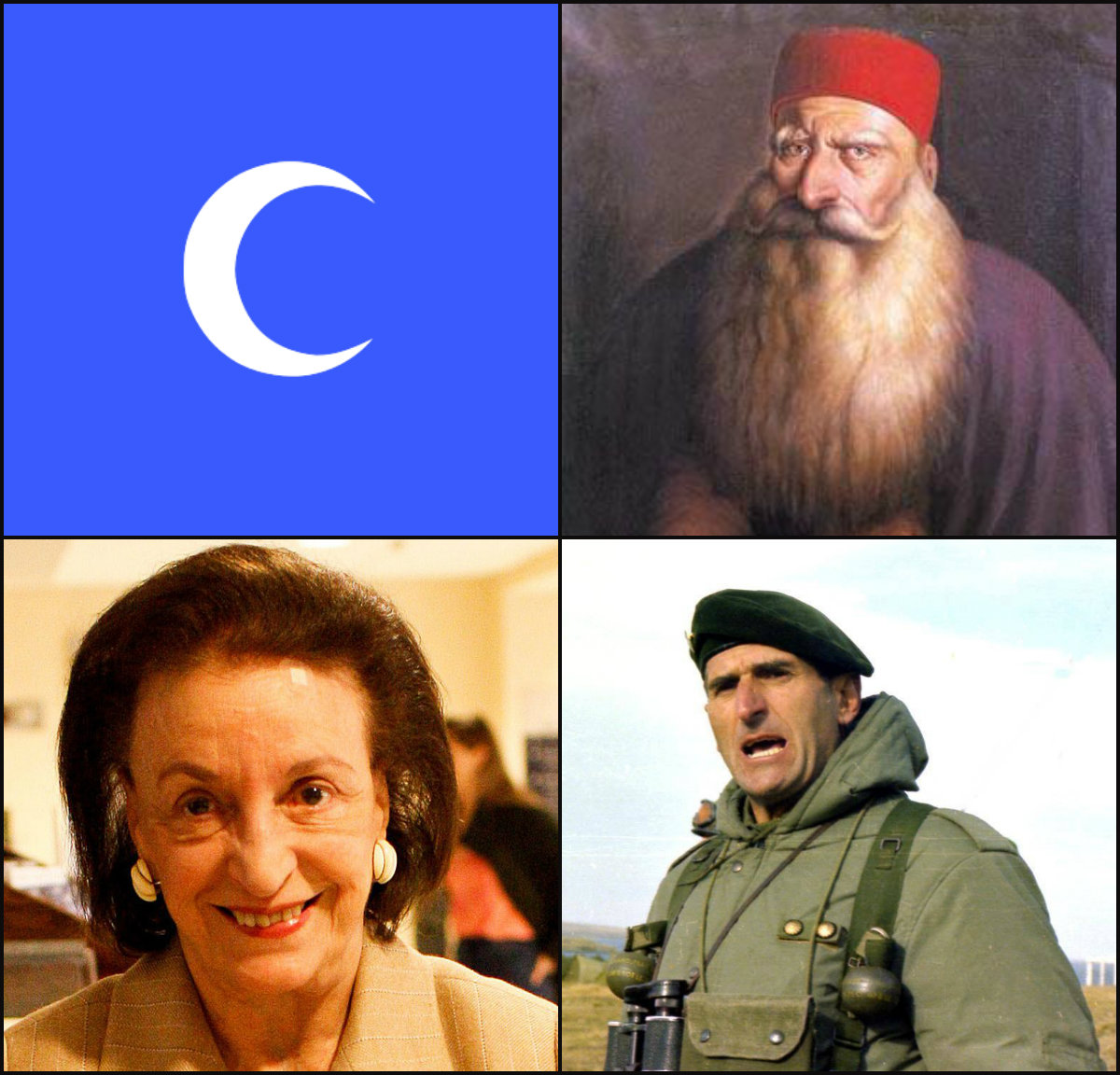
مجموعة صور لمشاهير دروز تحولوا إلى المسيحية.

تعتبر المسيحيّة ديانة تبشيرّية وذلك على خلاف مذهب الدروز حيث أغلقوا باب اعتناق المذهب، وعلى مدار التاريخ اعتنق عدد من الدروز الديانة المسيحية، وفقاً للباحثة إليزابيت جرانلي من جامعة أوسلو في دراسة عن تحول العلويين والموحدون الدروز في سوريا إلى المسيحية، وجدت أنَّ العلويين الذين يتحولون المسيحية يواجهون صراع مع هويتهم أكثر من نظرائهم الدروز بسبب إشكالية الهوية العلوية وذلك على الرغم من الإلمام بالمسيحية والخلفية التوفيقية. بينما من ناحية أخرى لا يجد الموحدون الدروز المتحولين إلى المسيحية أي تناقض بينها وبين هويتهم الدرزيَّة، حيث يرى بعض الدروز المتحولين أنهم بطريقة أو بأخرى ما زالوا دروز ومسيحيين وأن لا تناقض بين الهويتين. وقَدّر مشروع جوشوا أعداد الموحدون الدروز السوريين المتحولين إلى المسيحية بحوالي 1,920 شخص. واستناداً إلى البيانات الرسمية التي وردت من المحاكم الدينية الدرزية، حوالي 10% من 145 حالة للدروز الإسرائيليين الذين إرتدوا وتركوا العقيدة الدرزية بين عام 1952 إلى عام 2009، تحولوا إلى الديانة المسيحية. كما ومع هجرة الموحدون الدروز إلى العالم الجديد، تحوّل العديد منهم إلى الديانة المسيحية إسمياً، وخصوصاً إلى الكنيسة المشيخية والميثودية. ومن أعلام الموحدون الدروز الذين تحولوا إلى الديانة المسيحية محمد علي زين الدين والذي كان عقيد في الجيش الأرجنتيني شارك في انتفاضتين فاشلتين ضد الحكومتين المنتخبتين لكل من الرئيس راؤول ألفونسين والرئيس كارلوس منعم في عام 1988 وعام 1990. تحول من مذهب الموحدون الدروز إلى المسيحية الكاثوليكية خلال فترة شبابه. وسلوى روزفلت والتي كانت رئيسة مراسم الولايات المتحدة بين عام 1982 حتى عام 1989، تحولت من مذهب الموحدون الدروز إلى المسيحية الميثودية.
على الرغم رفض الزواج من الطوائف الأخرى في المذهب الدرزي، وعدم تحبيذه في المسيحية، يتزوج العديد من المسيحيين من الدروز في بلاد الشام، أبرزهم الصحفي والمفكر السياسي غسان تويني سليل لعائلة أرثوذكسية شرقية عريقة من الأشرفية في بيروت، والذي تزوج من الشاعرة ناديا تويني والتي تنحدر من عائلة درزيَّة عريقة من جبل لبنان.

## التوزيع الجغرافي
يتمركز الغالبية الساحقة من الدروز في سوريا ولبنان وإسرائيل، وهناك قرى وبلدات مشتركة بين الدروز والمسيحيين على طوائفهم المختلفة. ويعيش المسيحيون في بعض القرى والبلدات ذات الغالبيَّة الدرزية وكذلك يعيش الدروز كأقلية في ظل أكثرية مسيحية في بعض البلدات والقرى من بلاد الشام.
تعتبر بعض المواقع المسيحية مواقع ذات أهمية دينية لدى الموحدون الدروز مثل دير المحرقة الكاثوليكي الواقع على بعد 2 كيلو متر إلى الجنوب الشرقي من دالية الكرمل، ويقع في موقع المعركة بين النبي إيليا وكهنة الإله بعل، ويتبع الدير الرهبنة الكرمليَّة. ويعد النبي إيليا النبي الخضر في مذهب التوحيد، ويعتبر موقع الدير في المعتقد الدرزي مركز المجابهة بين الخضر وأنبياء بعل وعشتروت.

### سوريا

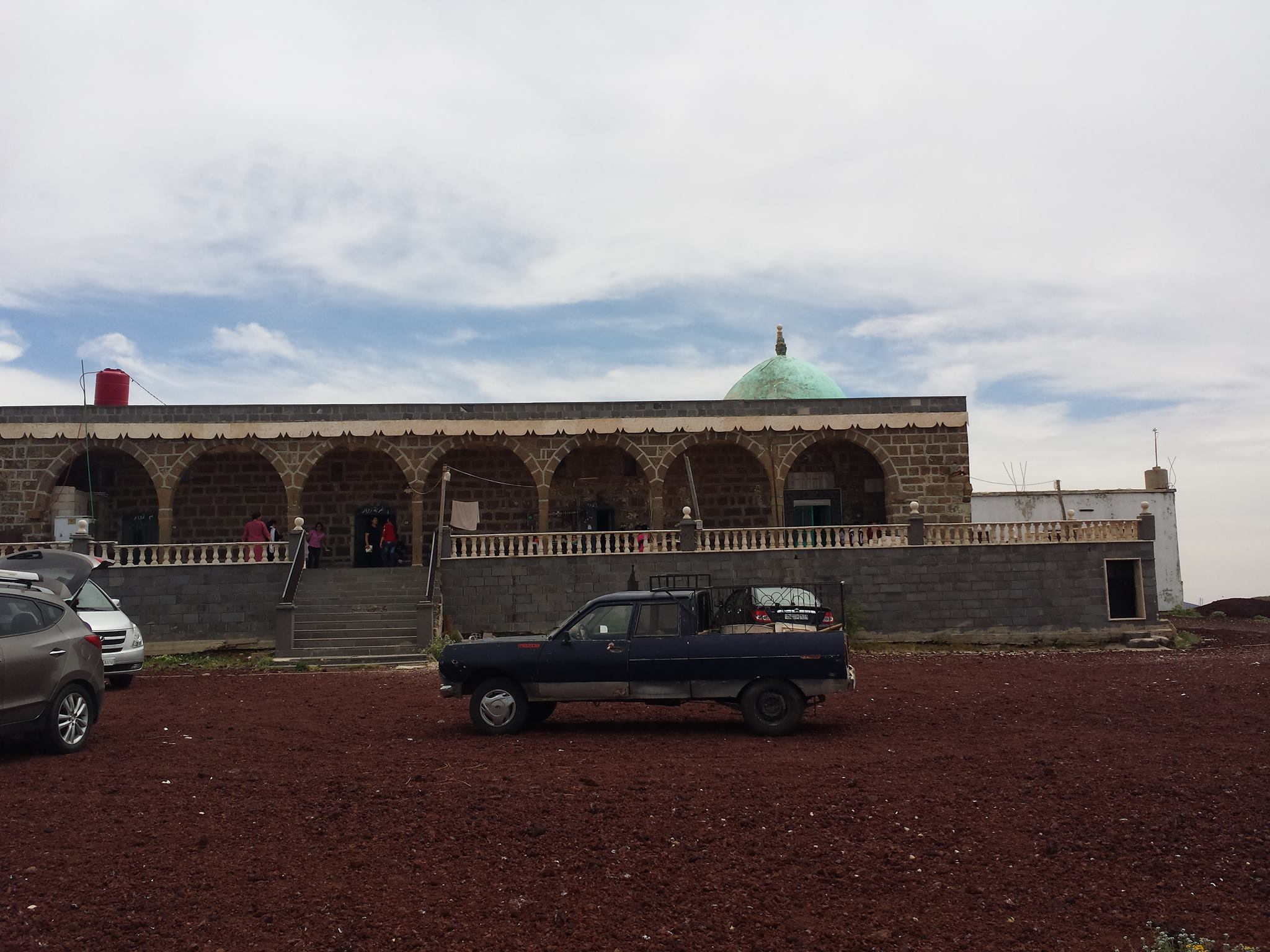
مقام السيد المسيح الدرزي في محافظة السويداء؛ يعتبر يسوع شخصية مقدسة ومبجلة في المسيحية ومذهب التوحيد الدرزي.

في سوريا يُشكل الموحدون الدروز الأغلبية السكانيَّة في جبل العرب وهي من أبرز معاقلهم السكانية في العالم، وهي جزء من محافظة السويداء، وهي المحافظة الوحيدة في سوريا ذات أغلبيَّة درزيَّة. وتضم المنطقة على عدد كبير من السكان المسيحيين، سواء من أتباع بطريركية أنطاكية للروم الأرثوذكس وكنيسة الروم الملكيين الكاثوليك، على الرغم من أن معظم المسيحيين يتركزون في البلدات والقرى الممتدة على سفوح جبل حوران الغربية. وكثير من تلك المناطق تحتوي على كنائس، وإن كانت غالبيتها تُعتبر «كنائس قديمة». في عام 1980 قُدرت نسبة المسيحيين بحوالي 11% من مجمل سكان محافظة السويداء، في حين قُدرت نسبة الموحدون الدروز بحوالي 87.6% من السكان، وفي خارج محافظة السويداء من المناطق والبلدات المختلطة والتي تضم سكان من المسيحيين والموحدون الدروز كل من حي التضامن في دمشق، وجرمانا، وصحنايا وغيرها.
وفقاً للباحثة إليزابيت جرانلي من جامعة أوسلو في دراسة عن تحول العلويين والموحدون الدروز في سوريا إلى المسيحية، وجدت أنَّ العلويين الذين يتحولون المسيحية يواجهون صراع مع هويتهم أكثر من نظرائهم الدروز بسبب إشكالية الهوية العلوية وذلك على الرغم من الإلمام بالمسيحية والخلفية التوفيقية. بينما من ناحية أخرى لا يجد الموحدون الدروز المتحولين إلى المسيحية أي تناقض بينها وبين هويتهم الدرزيَّة، حيث يرى بعض الدروز المتحولين أنهم بطريقة أو بأخرى ما زالوا دروز ومسيحيين وأن لا تناقض بين الهويتين.

### لبنان
تضم محافظة جبل لبنان اللبنانية على أغلبية مسيحية مارونية إلى جانب أقلية كبيرة من الموحدون الدروز، ويضم قضاء عاليه ذات الأغلبية الدرزيَّة على مجتمعات مسيحية ملحوظة ومختلفة من الموارنة والروم الأرثوذكس والروم الملكيين الكاثوليك، ويضم قضاء بعبدا وقضاء المتن ذات الأغلبية المسيحية على أقلية ملحوظة من الموحدون الدروز. ويعيش كل من المسيحيين والموحدون الدروز سويةً في قضاء الشوف وقضاء راشيا وقضاء مرجعيون وقضاء حاصبيا وغيرها من المناطق في لبنان. لدى المسيحيين والموحدون الدروز تقاليد شعبية مشتركة في عدد من القرى المسيحية – الدرزية في لبنان، منها «عيد البيض» وهو موروث شعبي لدى طائفة الموحدين الدروز في إبل السقي في قضاء مرجعيون، والذي تتناقله الأجيال منذ سنوات عديد، كتضامناً وانسجاماً مع جيرانهم المسيحيين في يوم خميس الأسرار لدى الطوائف المسيحية الأرثوذكسية التي تتبع التقويم الشرقي.

### إسرائيل
تضم بعض القرى التي يشكل غالبيَّة سكانها من الدروز في إسرائيل على أقلية مسيحية عربيَّة مثل البقيعة، وحُرفيش، وعسفيا، وكسرى-كفرسميع، والمغار وغيرها. وتضم كل من كفرياسيف والرامة الجليليّة ذات الأغلبيّة المسيحية على أقلية من الموحدون الدروز، ويعيش الدروز والمسيحيين العرب في إسرائيل في عدد من قرى الجليل اختلاطًا بالمسلمين مثل أبو سنان، والرامة الجليليّة، وشفاعمرو، وعسفيا، وكفر ياسيف، والمغار وغيرها. تاريخيًا وقبل حرب 1967 كان هناك تواجد مسيحي عربي في الجولان ذات الأغلبية الدرزيّة، حيث كانت نسبة المسيحيين في الجولان حوالي 12% من السكان الذين وصل عددهم حتى يونيو عام 1967 إلى 150 ألف نسمة، لكن عقب احتلاله من قبل القوات الإسرائيلية، هاجر مسيحيو الجولان إلى لبنان وسوريا خاصًة حوران ودمشق ودول العالم الغربي، ولم يتبقّى مسيحيون في قرى الجولان سوى في مجدل شمس وعين قنية. بشكل عام العلاقات بين المسيحيين والدروز في المجتمع العربي الإسرائيلي جيدة وهناك تعايش سلمي، ويدرس العديد من الطلاب الدروز في المدارس المسيحية في منطقة الجليل وحيفا.